# Sport+
Sport+, anteriormente AB Sports y luego Pathé Sport (estilizado PathéSport:), fue un canal de televisión temático francés de Canal + SA dedicado al deporte, creado en octubre del 2002 y desaparecido el 27 de junio de 2015.
El 24 de marzo de 2015 se anuncia el cese de emisiones, la causa principal es la gran pérdida de derechos que posee el Groupe Canal+.